# 爪村遗址
爪村遗址，位于中国河北省迁安市爪村，类型为古遗址。1982年7月23日，公布为省级文物保护单位。2006年，公布为第六批全国重点文物保护单位。
爪村遗址的历史年代为旧石器时代。